# Opel 8/22 PS
Der Opel 8/22 PS war ein PKW der oberen Mittelklasse, den die Adam Opel KG von 1913 bis 1916 als Nachfolger des Modells 8/20 PS baute.

## Geschichte und Technik
Anfang 1914 wurde der Opel 8/20 PS zum 8/22 PS, indem man den Kolbenhub durch Einbau größerer Kurbeln um 10 mm verlängerte.
Der Motor war der Vierzylinder-Blockmotor des Vorgängers, allerdings mit 2209 cm³ Hubraum (Bohrung × Hub = 75 mm × 125 mm). Er leistete nun 24 PS (17,6 kW) bei 1600/min. Der seitengesteuerte Motor war wassergekühlt. Das Kurbelgehäuse war aus Aluminium gegossen,  der Zylinderblock bestand aus Grauguss. Die Motorleistung wurde über eine Lederkonuskupplung, ein manuell zu schaltendes Vierganggetriebe und eine Kardanwelle an die Hinterachse weitergeleitet. Die Höchstgeschwindigkeit der Wagen lag bei 65 km/h.
Der Rahmen bestand aus Stahlblech-U-Profilen. Die beiden Starrachsen waren an halbelliptischen Längsblattfedern aufgehängt. Die Betriebsbremse war als Innenbackenbremse ausgeführt, die auf die Getriebeausgangswelle wirkte. Die Handbremse wirkte auf die Trommeln an den Hinterrädern.
Wie beim Vorgänger gab es fünf Karosserievarianten, einen zweisitzigen Phaeton, einen vier- oder sechssitzigen Doppelphaeton (Tourenwagen), eine viertürige Limousine und ein ebensolches Landaulet.
Der 8/22 PS wurde bis 1916 gebaut. Dann ersetzte ihn der neue 9/25 PS.